# 일동도서관 (포천시)
포천시 일동도서관은 경기도 포천시 소재의 시립 도서관이다.

## 연혁
- 2006년 3월 17일 개관.

## 이용 안내
이용 시간
- 어린이열람실: 평일 09:00 ~ 22:00 / 주말 09:00 ~ 18:00
- 디지털자료실: 평일 09:00 ~ 22:00 / 주말 09:00 ~ 18:00
- 종합자료실: 평일 09:00 ~ 22:00 / 주말 09:00 ~ 18:00
- 제2열람실: 매일 09:00 ~ 24:00

휴관일
- 신정, 설·추석연휴
- 매월 마지막주 월요일